# Athens (Wisconsin)
Pour les articles homonymes, voir Athens.
Artens est un village du comté de Marathon dans l'état du Wisconsin.
Sa population était de 1 105 habitants en 2010.